# Stará Kremnička
Stará Kremnička (allemand : Altkremnitz, hongrois : Ókörmöcke) est un village de Slovaquie situé dans la région de Banská Bystrica.

## Histoire
La première mention écrite du village date de 1442.

## Démographie

### Évolution de la population
| Année:               | 1994. | 2004.    | 2014.   | 2024.   |
| -------------------- | ----- | -------- | ------- | ------- |
| Nombre de personnes: | 943   | 1079     | 1097    | 1100    |
| Différence:          |       | +14,42 % | +1,66 % | +0,27 % |

| Année:               | 2023. | 2024.   |
| -------------------- | ----- | ------- |
| Nombre de personnes: | 1118  | 1100    |
| Différence:          |       | -1,61 % |